# Gary Speed
Gary Andrew Speed, född 8 september 1969 i Mancot, Flintshire, död 27 november 2011 i Huntington nära Chester, Cheshire, var en brittisk (walesisk) fotbollsspelare (mittfältare) och senare fotbollstränare. Den sista klubben han spelade för var Sheffield United, där han bar tröjnumret 15. Säsongen 2010 tog han över som manager för klubben. Speed spelade i Wales landslag mellan 1990 och 2004. 
Bland de främsta meriterna var ligamästerskapet med Leeds United säsongen 1991/1992, han spelade dessutom för Everton, Newcastle United, Bolton och Sheffield United. 
9 december 2006 blev Speed, i samband med en match mellan Bolton mot West Ham United, den första spelaren i historien att ha spelat 500 Premier League-matcher.
På morgonen den 27 november 2011 hittades Speed död i sitt hem, efter att ha tagit livet av sig. Han var fram till sin död förbundskapten för Wales fotbollslandslag.

## Utmärkelser
- Riddare av Brittiska imperieorden,  2010[4]

[Redigera Wikidata]